# Fixation des prix
La fixation des prix est une pratique anticoncurrentielle présente lorsque des parties qui œuvrent dans un même marché s'entendent, de façon formelle ou informelle, pour acquérir ou vendre un produit, un service ou une marchandise à un prix préalablement établi ou maintiennent des conditions de marché telles que le prix est contrôlé par l'offre et la demande. Elle peut viser à augmenter des prix à des maximums tolérés par les acheteurs. Elle peut aussi permettre de fixer, de réduire ou de stabiliser les prix. Le but principal de cette pratique est de permettre aux vendeurs ou aux acheteurs d'obtenir les mêmes avantages. Elle est tolérée dans certains marché. Lorsqu'elle est explicitement permise, elle est appelée « imposition du prix de revente ».
Les exemples de fixations des prix du côté des vendeurs sont nombreux : (1) les fabricants et les détaillants conspirent pour vendre à un prix de détail commun ; (2) les vendeurs s'entendent sur un prix minimal commun ; (3) acheter un produit d'un distributeur à un prix maximum préétabli ; (4) utiliser un livre de prix ou une liste de prix ; (5) acheter des publicités indiquant les mêmes prix que les compétiteurs ; (6) uniformiser les méthodes de financement offertes aux acheteurs ; (7) appliquer les mêmes rabais ; (8) limiter les réductions de prix ; (9) arrêter sans justification un service gratuit ; (10) fixer le prix d'une pièce essentielle à la réparation d'un appareil ; (11) offrir les mêmes conditions de vente que ses compétiteurs ; (12) appliquer les mêmes taux de marque que ses compétiteurs ; (13) appliquer les mêmes surcharges ; (14) réduire volontairement la taille de l'inventaire d'un produit dans le but d'en exiger un prix plus élevé ; (15) partager de façon volontaire des informations sur un marché, un territoire ou des clients ; (16) partager de façon volontaire le même marché, le même territoire ou les mêmes clients.
Observer qu'un même produit est vendu à un prix semblable par tous les vendeurs ou que son prix change presqu'en même temps chez tous les vendeurs n'est pas un symptôme de fixation de prix : les vendeurs ont modifié leurs prix pour refléter les coûts qu'ils doivent payer. Par exemple, les prix de produits agricoles de base, comme le blé, sont presque toujours très proches d'un fournisseur à un autre parce que ces produits ne présentent pas de caractéristiques suffisamment différentes ; habituellement, leur prix change peu de jour en jour. Toutefois, si une catastrophe naturelle détruit d'immenses surfaces agricoles, les prix de tous les blés augmentera en même temps. Une importante augmentation de la demande de produits fabriqués habituellement en petites quantités fera augmenter leurs prix en même temps.
Les fixations de prix internationales par des organisations privées sont sujettes à des poursuites selon les lois antimonopolistiques de plusieurs pays. Voici quelques exemples de cartels internationaux ayant donné lieu à des poursuites pour fixations des prix : contrôle de la production et des prix de la lysine (voir Conspiration de la fixation des prix de la lysine (en)), acide citrique, électrode de graphite, vitamines,, location d'appartements, produits d'entretien, d'hygiène et de beauté, pièces d'automobiles,.